# Агат (рачунар)
Агат је професионални рачунар, производ фирме ЛЕМЗ који је почео да се израђује у СССР током 1983. године.
Користио је 6502 (или совјетски клон) као централни микропроцесор а RAM меморија рачунара Agat је имала капацитет од 64 KB, 128 KB или 256 KB.

## Детаљни подаци
Детаљнији подаци о рачунару Agat су дати у доњој табели.
|                       |                                                                                                |
| [ 1 ]                 |                                                                                                |
| Произвођач            |                                                                                                |
| Тип                   | професионални рачунар                                                                          |
| Меморија              | 64 KB, 128 или 256 KB                                                                          |
| Поријекло             | СССР                                                                                           |
| Година                | 1983                                                                                           |
| Тастатура             | 74 тастера, тастатура са пуним помаком тастера са 15 функцијских тастера и нумеричка тастатура |
| Процесор              | или руски клон                                                                                 |
| Фреквенција процесора | непознато                                                                                      |
| RAM                   | 64 KB, 128 или 256 KB                                                                          |
| ROM                   | 32 KB                                                                                          |
| Текст                 | 32 x 32, 64 x 32                                                                               |
| Графика               | 64 x 64 (16 боја), 128 x 128 (8 боја), 256 x 256 (црно и бијело)                               |
| Боја                  | 16                                                                                             |
| Звук                  | само звучник                                                                                   |
| Димензије             | 460 x 350 x 160 / 9                                                                            |
| Портови               |                                                                                                |
| Оперативни систем     |                                                                                                |